# Осельсько (гміна)
Гміна Осельсько (пол. Gmina Osielsko) — сільська гміна у північній Польщі. Належить до Бидґозького повіту Куявсько-Поморського воєводства.
Станом на 31 грудня 2011 у гміні проживало 11633 особи.

## Площа
Згідно з даними за 2007 рік площа гміни становила 102.89 км², у тому числі:
- орні землі: 34.00%
- ліси: 57.00%

Таким чином, площа гміни становить 7.38% площі повіту.

## Населення
Станом на 31 грудня 2011:
| Опис     | Загалом | Загалом | Чоловіки | Чоловіки | Жінки | Жінки |
| -------- | ------- | ------- | -------- | -------- | ----- | ----- |
| одиниця  | осіб    | %       | осіб     | %        | осіб  | %     |
| все      | 11633   | 100     | 5768     | 49.58    | 5865  | 50.42 |
| міське   | 0       | 100     | 0        |          | 0     |       |
| сільське | 11633   | 100     | 5768     | 49.58    | 5865  | 50.42 |

## Сусідні гміни
Гміна Осельсько межує з такими гмінами: Добрч, Короново.